# Diploderma makii
Diploderma makii — вид ігуаноподібних ящірок родини агамових (Agamidae). Ендемік Тайваню. Вид названий на честь японського зоолога Моічіро Макі.

## Поширення і екологія
Diploderma makii мешкають в горах Центрального хребта в центральних і південних районах острова Тайвань. Вони живуть в первинних гірських лісах, на висоті від 900 до 1800 м над рівнем моря. Іноді цей вид зустрічається у вторинних лісах, однак там він поступається за чисельністю Diploderma swinhonis. Самиці відкладають яйця, в кладці від 4 до 8 яєць.

## Збереження
МСОП класифікує цей вид як вразливий. Diploderma makii загрожує знищення природного середовища. 